# Kentaro Kawatsu
Kentaro Kawatsu (Hiroshima, Japón, 26 de septiembre de 1915-23 de marzo de 1970) fue un nadador japonés especializado en pruebas de estilo espalda, donde consiguió ser medallista de bronce olímpico en 1932 en los 100 metros.

## Carrera deportiva
En los Juegos Olímpicos de Los Ángeles 1932 ganó la medalla de bronce en los 100 metros espalda, con un tiempo de 1:10.0 segundos, tras sus compatriotas Masaji Kiyokawa (oro con 1:08.2 segundos) y Toshio Irie (plata con 1:09.8 segundos).